# 陳思靜 (演員)
陳思靜（英語：Phoebe，5月21日—），原名陳淑儀，曾改名陳泳駰，生於香港，是一位香港女演員，經哥哥朋友介紹簽約模特兒公司。她參與2007年動漫節被FACE雜誌推舉為全場攞滿分首位彈出美少女，繼而拍攝TVB四葉草3為人熟悉。除此之外，她曾協助兄長打理生意，因而錯失機會。

## 電視劇（無綫電視）
| 首播       | 劇名           | 角色   | 備註                                                         |
| 2008       | 盛裝舞步愛作戰 | Phoebe | （與洪卓立、葉翠翠、陳百祥、Mandy Lieu、龔嘉欣、衞詩雅合演） |
| 南華夢飛翔 |                |        |                                                              |

## 電視節目
- 2009年 美女廚房 (第二輯)

## 演出
- 2007年動漫節
- 2007NEC廣告
- 2008年四葉草3之盛裝舞步愛作戰
- 2009四葉草之南華夢飛翔
- 2009 c.i boys代言人
- 2009 MGM廣告
- 2008-2009 Copa Disney Fashion

## 外部連結
- 個人相簿 （页面存档备份，存于）